# Rifugio Giovanni Giacomini
Il rifugio Giovanni Giacomini è un rifugio stile alpino, di proprietà dell'ANA, situato a 1.550 m s.l.m. sul valico di Forca di Presta (Monti Sibillini), nel territorio del comune di Arquata del Tronto (provincia di Ascoli Piceno). 
Il rifugio è chiuso in seguito al sisma che ha colpito il Centro Italia ed è in attesa di restauro.

## Storia

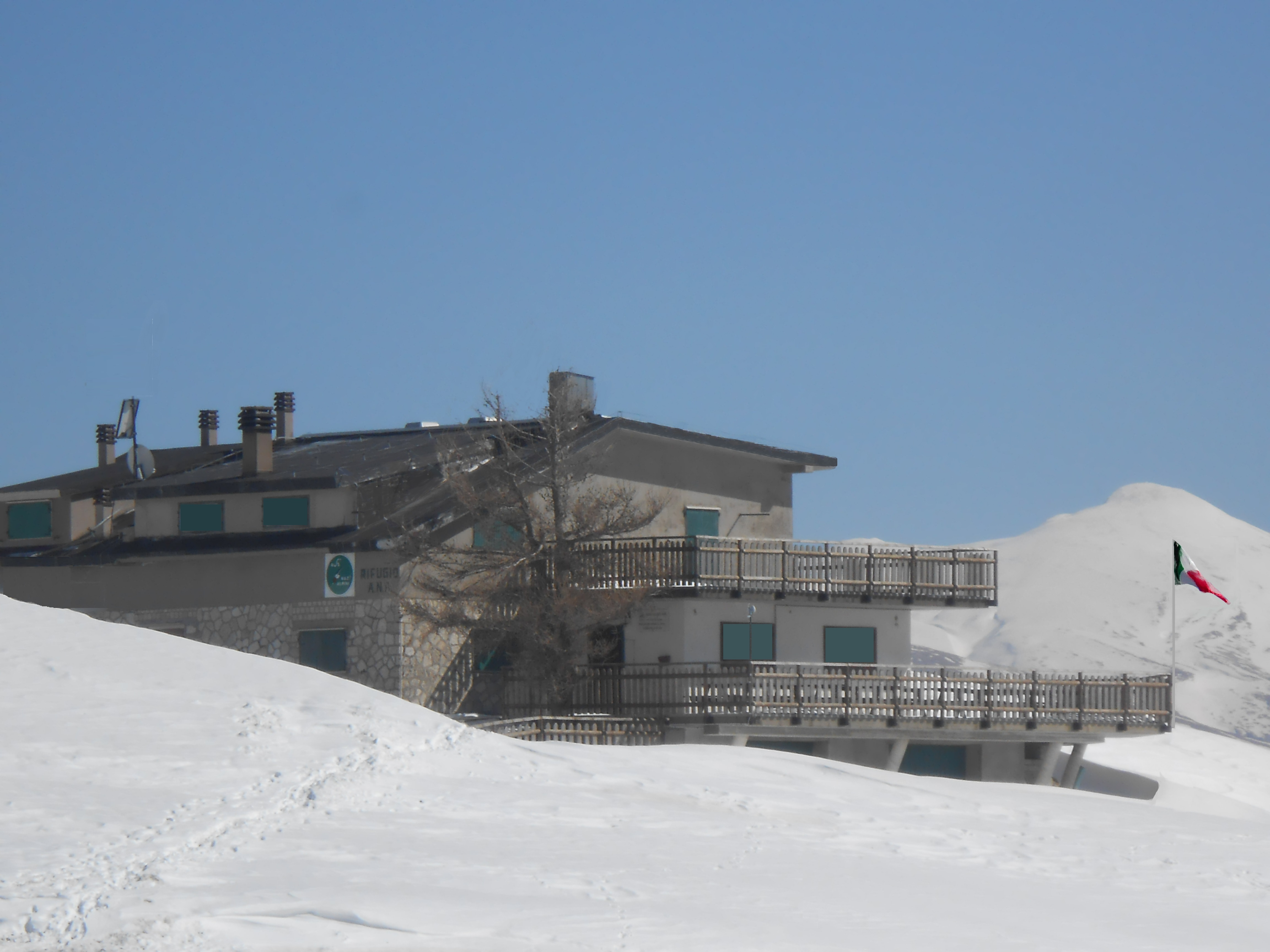
Il rifugio durante la stagione invernale

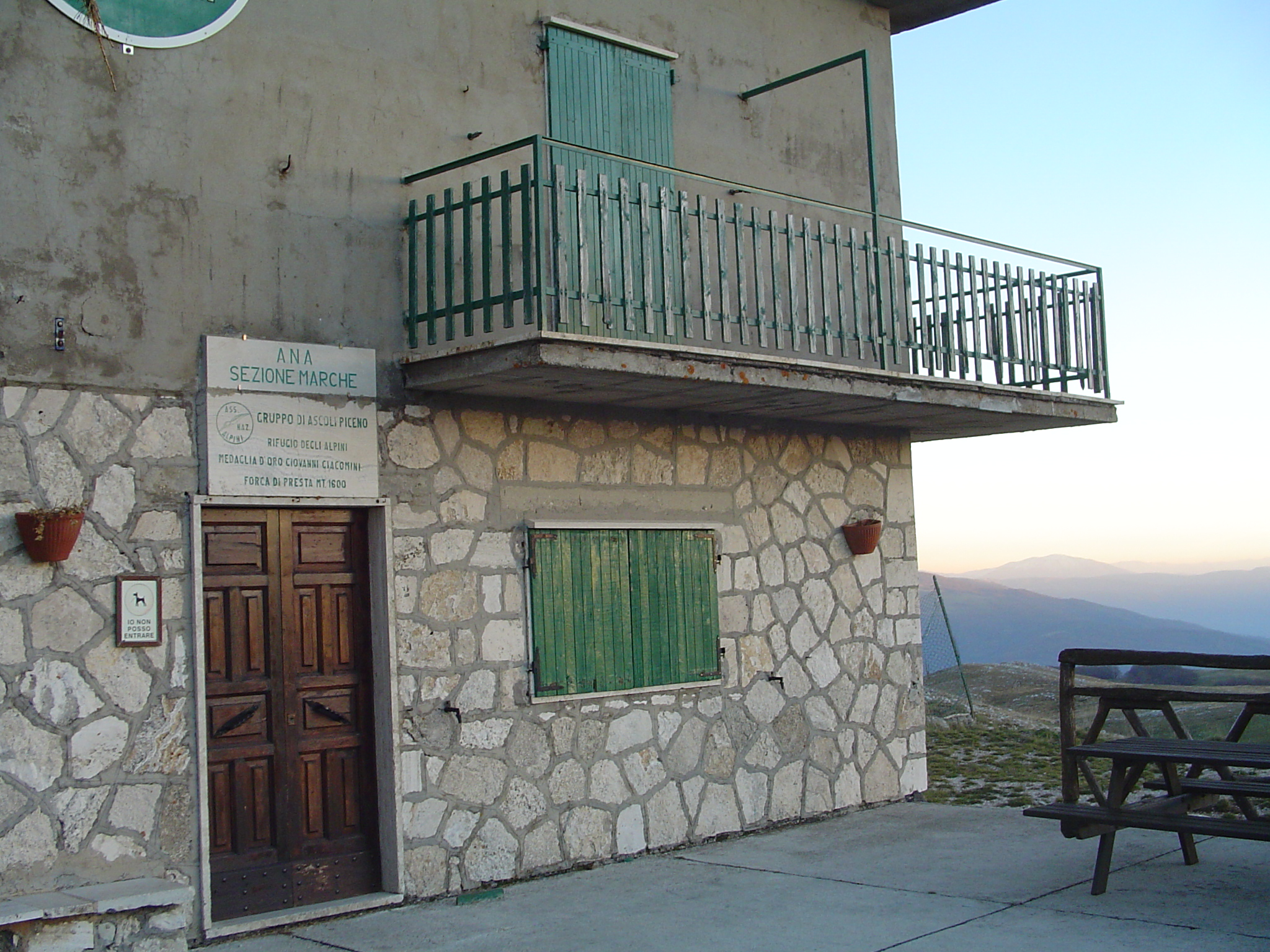
Ingresso del Rifugio

La sua costruzione ha avuto inizio negli anni sessanta e si è conclusa negli anni settanta grazie all'iniziativa di alcuni alpini appartenenti al gruppo di Ascoli Piceno.
Parteciparono con il loro contributo anche le "penne nere" dei gruppi di Macerata, Arquata del Tronto e Acquasanta Terme, che intervennero in un momento successivo a sostegno della realizzazione del progetto. Gli stessi alpini avviarono il reperimento dei materiali edili necessari, alcuni provenienti anche dalla demolizione di strutture presenti nel territorio.
La comunanza agraria di Pretare aderì a questa iniziativa cedendo, in concessione gratuita, una porzione di terreno su cui edificare il fabbricato e stipulando un accordo per il prelievo dell'acqua proveniente dalla vicina fonte del valico. La sede nazionale degli Alpini intervenne con la somma in danaro di 4 milioni di lire.
Il rifugio è stato dedicato al sergente alpino Giovanni Giacomini, (1921-1940), artigliere della Divisione Julia, caduto durante la seconda guerra mondiale sul fronte greco-albanese, insignito della medaglia d'oro al valor militare e ricordato anche dalla sua città natale, Ascoli Piceno, con la dedicazione di una piazza che accoglie un monumento.
In conseguenza degli eventi sismici del 30 ottobre 2016 che hanno interessato la zona, il Rifugio è stato dichiarato inagibile e non è pertanto utilizzabile neanche come ricovero di emergenza.

## Descrizione
Lo stabile disponeva di 33 posti letto ed era aperto tutto l'anno nei giorni festivi e prefestivi, aperti tutti i giorni nel periodo compreso tra il 15 giugno ed il 7 settembre. Alle spalle del fabbricato si trova l'altare degli alpini, realizzato con pietra proveniente dall'Adamello ed utilizzato per le cerimonie commemorative.

### Accessi
Questo rifugio è raggiungibile percorrendo la diramazione della Salaria all'altezza del paese di Trisungo proseguendo per Borgo di Arquata. Da qui si segue la deviazione della SP 89 e, oltrepassati i paesi di Piedilama e Pretare, si imbocca il bivio che segnala le località di Forca di Presta e Castelluccio di Norcia. Proseguendo si arriva in una zona detta Galluccio, appartenente al comune di Montegallo, da qui si percorre la SP 34 e si segue la direzione Castelluccio. Lungo questa strada un cartello segnala l'esatta posizione del rifugio che è poco lontano da dove inizia la strada sterrata.

### Curiosità
Il rifugio è punto di partenza e di arrivo della gara di corsa in montagna, denominata "Giro da Rifugio a Rifugio", organizzata dagli alpini della sezione Marche in occasione del loro annuale raduno sezionale in montagna nel mese di giugno, su un percorso a forma di "otto" di 14,9 km con associata una marcia ecologica di 5,1 km: partendo dal rifugio Giacomini, il circuito giunge fino al rifugio Colle le Cese dal quale si torna poi indietro. A questa gara sono associati i trofei: "Nino Allevi, btg Tirano", in memoria dell'avvocato Aleandro Nino Allevi che fu tra i soci fondatori di questo rifugio e della gara, il trofeo della Sede Nazionale ANA ed i trofei "Guglielmo Abate" e "Renato Colombo". Si annovera, inoltre, per la gara SkyRace il trofeo "Vittorio Ratti".

## Galleria d'immagini

Il rifugio in fase di costruzione
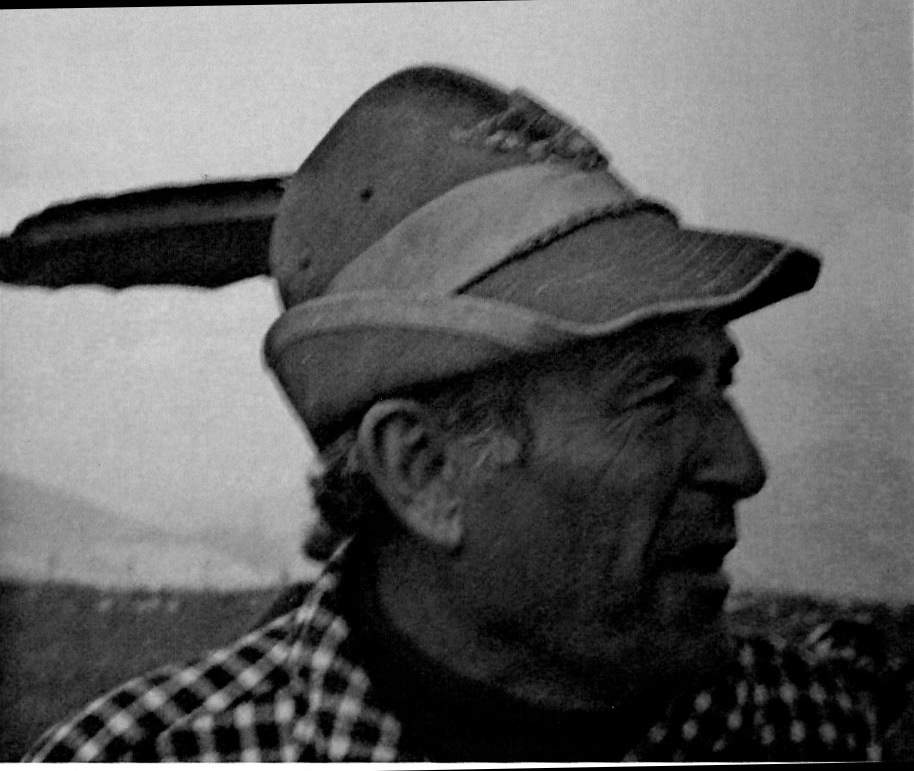
Aleandro Nino Allevi, cofondatore del rifugio
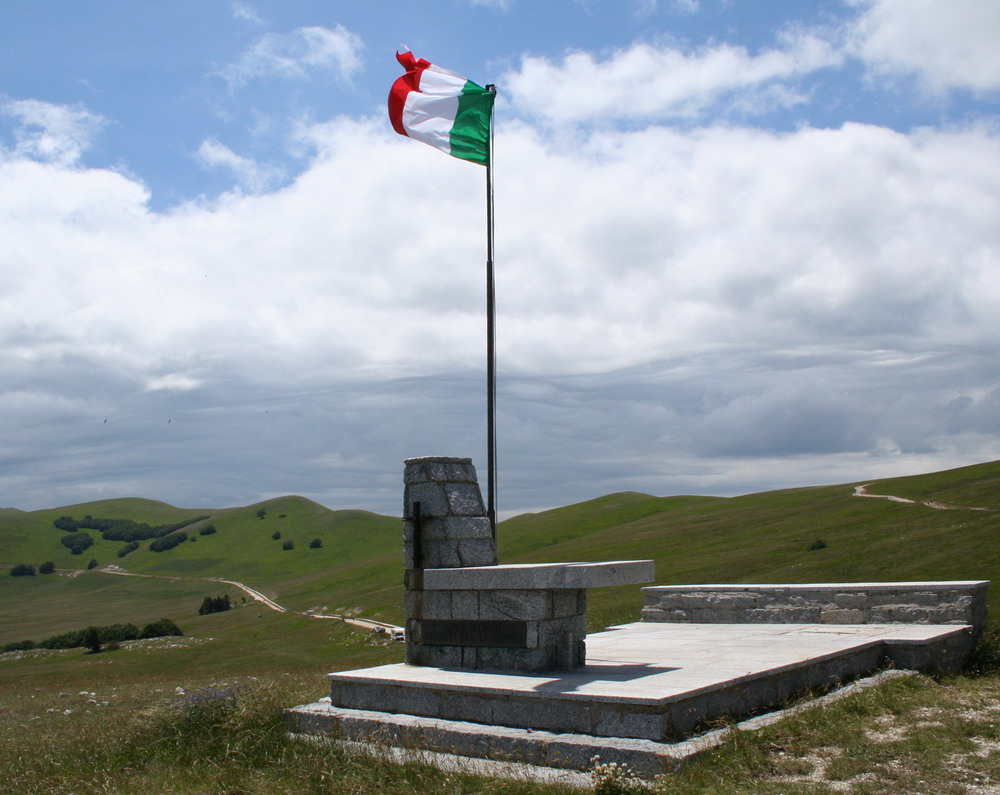
Altare degli Alpini
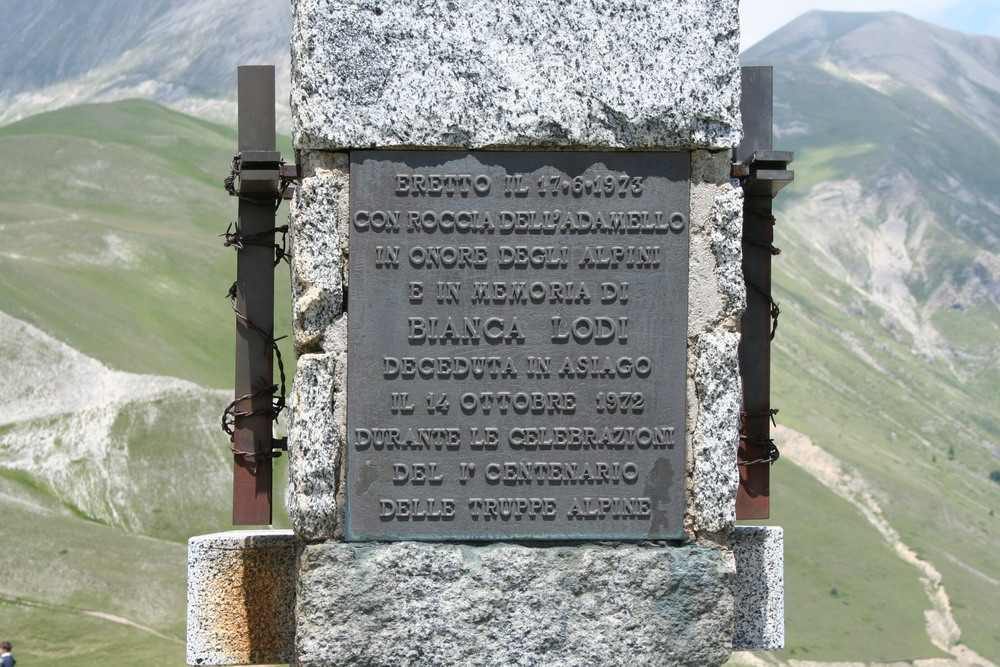
Piastra dell'altare